# ハンス・ファナーケン
ハンス・ファナーケン（オランダ語: Hans Vanaken、1992年8月24日 - ）は、ベルギー・リンブルフ州ネールペルトのサッカー選手。クラブ・ブルッヘ所属。ベルギー代表。ポジションはMF。

## 経歴
1998年にロンメルSKの下部組織でサッカーを始めたがクラブは破産寸前となり、2002年にPSVアイントホーフェンの下部組織に移籍。2008年に合併して再興したロンメルの下部組織に復帰した。
2010年にプロキシマス・リーグに所属するトップチームで選手初出場。傑出したパフォーマンスで1部所属のクラブから注目を集め、2013年にスポルティング・ロケレンに移籍した。ロケレンでの初出場は7月28日で、2得点を決めて3-2の勝利に貢献した。2013-14シーズンのベルギーカップ優勝にも貢献した他、翌シーズンはリーグで8得点をあげてベルギー・ゴールデン・シューの投票でも3位に入った。
2015年5月にメディカルチェックを経て5年契約でクラブ・ブルッヘに加入する事が発表された。初年度からレギュラーを確保し、14度目のリーグタイトルに貢献した。2018年には個人で21得点21アシスト、クラブもリーグとスーパーカップを制する活躍を見せ、2018年5月にはベルギー年間最優秀選手賞を、2019年1月16日にはベルギー・ゴールデン・シューを受賞。また、2019年もベルギー年間最優秀選手賞に輝き、ムバラク・ブスファが10年前に連続受賞して以来の連続受賞となった。
2019年8月9日には2024年まで契約を延長した。12月11日のUEFAチャンピオンズリーグ 2019-20 グループリーグではレアル・マドリードから得点を奪ったものの、クラブは敗北、UEFAヨーロッパリーグ 2019-20 決勝トーナメントへと進む事となった。2020年1月15日には、前年の成績が20得点7アシストであったため、2年連続でのベルギー・ゴールデン・シューを受賞、1986年にヤン・クーレマンスが記録して以来の連続受賞となった。

### 代表
2018年9月7日に行われたスコットランド代表との親善試合でエデン・アザールに代わって投入され代表初出場を記録した。2021年3月、2022 FIFAワールドカップ・ヨーロッパ予選のベラルーシ戦で代表初ゴールと2ゴール目を挙げた。

## 家族
父のヴィタル・ファナーケン、兄のサム・ファナーケンもサッカー選手。

## 代表歴

### 出場大会
- ベルギー代表
  - 2022 FIFAワールドカップ

### 試合数
- 国際Aマッチ 23試合 5得点（2018年-2022年）[12]

| ベルギー代表 | 国際Aマッチ | 国際Aマッチ |
| 年           | 出場        | 得点        |
| ------------ | ----------- | ----------- |
| 2018         | 2           | 0           |
| 2019         | 2           | 0           |
| 2020         | 4           | 0           |
| 2021         | 9           | 3           |
| 2022         | 6           | 2           |
| 通算         | 23          | 5           |

## タイトル
ロケレン
- ベルギーカップ: 2013-14

クラブ・ブルッヘ
- ベルギー・ファースト・ディビジョンA: 2015-16, 2017-18, 2019-20, 2020-21, 2021-22
- ベルギー・スーパーカップ: 2016, 2018, 2021, 2022